# آلتن بورشلا
آلتن بورشلا دهکده ای در بخش ورا-ماسنر-کرایس واقع در شهرستان وانفرید در ایالت نوردهسن  آلمان است.